# Коста Бунушевац
Коста Бунушевац (Сплит, 20. јануар 1948 — Београд, 8. септембар 2021) био је српски академски сликар.

## Живот и каријера
Коста Бунушевац је рођен 1948. године у Сплиту, од оца Миодрага и мајке Јелене. Одрастао је у Београду, на Врачару. Завршио је Факултет ликовних уметности у Београду, одсек сликарство 1971. године у класи проф. Стојана Ћелића.
Његов син био је глумац Видан Бунушевац.
Остварио је бројне самосталне и групне изложбе у земљи и иностранству. Мултимедијално оријентисан кроз театар, дизајн, маркетинг, проналазаштво, музику, архитектуру, глуму на филму, позоришту и на телевизији.
Професор на Академији лепих уметности био је у периоду 1999—2007. Идејни творац награђених ТВ емисија „Београд ноћу“ и „Оливер Мандић шоу“. Омиљени лик: „Супер Риџа“ у филму „Како је пропао рокенрол“.
Првим цртежима на студијима вечерњег акта, у духу најбољих академских реалиста, унутар једне мале групе езотерика Коста Бунушевац је објавио своју ликовну моћ. Крајња понесеност, усхићеност којом влада строг, готово окрутан систем, картезијанска логика и аскетизам, обележили су овог уметника од првих дана. Бунушевац сликар, цртач, дизајнер, перформер, промотер, демијург, “оне ман шоу“, уз још две три личости, постаје центар свих, не само „андерграунд“ окупљања вертикалног Београда седамдесетих и осамдесетих година. Тај дух је сазревао у спектакуларним изазовима и илуминацијама Косте Бунушевца. „Маг“ или „урбани самурај“, идол свакако, Бунушевац је, упркос свима и свему, био и остао без претходника и следбеника, више налик на иконописца XXV века. Одатле је и његова естетика једини прави уметнички надреализам, осмех богова а он последњи херој елитног и естетског.
Преминуо је 8. септембра 2021. године у Београду.